# Jan Paweł I – uśmiech Boga
Jan Paweł I – uśmiech Boga (wł. Papa Luciani – Il sorriso di Dio) – miniserial religijny produkcji włoskiej z 2006, w reżyserii Giorgia Capitaniego, z Nerim Marcorè w roli głównej, którego scenariusz oparty został na biografii papieża Jana Pawła I.
Serial wyprodukowany przez wytwórnie filmowe Compagnia Leone Cinematografica oraz Rai Fiction wyemitowano pierwszy raz 23 i 24 października 2006 na kanale Rai 1. Pierwszą część obejrzało 8 988 000 widzów, co stanowiło 33% widowni, drugą część obejrzało 10 240 000, co stanowiło 37% widowni. Projekcja sali kinowej Papieskiej Rady Środków Społecznego Przekazu w Pałacu św. Karola w Watykanie miała miejsce 8 października 2006. Film obejrzał wówczas papież Benedykt XVI.
Prawdziwość zarysowania profilu Jana Pawła I podał w wątpliwość kard. Tarcisio Bertone, który w wywiadzie dla włoskiego dziennika „Avvenire” stwierdził, iż Albino Luciani nie miał wcale dobrotliwego usposobienia, ale był stanowczy i raczej konserwatywny.

## Fabuła
Albino Luciani wbrew socjalistycznym poglądom ojca wstąpił do niższego seminarium w Feltre. Po przyjęciu święceń kapłańskich w 1935 został wikarym w swojej rodzinnej parafii. Następnie, nauczając teologii w seminarium, napisał pracę doktorską. W 1958 został biskupem w Vittorio Veneto, w 1973 kardynałem, w 1978 papieżem.

## Obsada
- Neri Marcorè jako Albino Luciani
- José María Blanco jako kard. Jean-Marie Villot
- Paolo Romano jako ks. Diego Lorenzi
- Franco Interlenghi jako bp Agostino Casaroli
- Imma Colomer Marcet jako s. Lucia dos Santos
- Gabriele Ferzetti jako kard. Giuseppe Siri
- Roberto Citran jako Luigi Tiezzi
- Jacques Sernas jako bp Paul Marcinkus
- Sergio Fiorentini jako o. Gruber
- Alberto Di Stasio jako Muccin
- Mario Opinato jako robotnik Mario
- Giorgia Bongianni jako Bortola Luciani
- Alberto Scala jako Berto
- Giuseppe Antignati jako kard. Karol Wojtyła
- Emilio De Marchi jako bp Girolamo Bartolomeo Bortignon
- Daniele Griggio jako partyzant Mazzola